# The Disappearance of Eleanor Rigby
The Disappearance of Eleanor Rigby es  el nombre que reciben las tres películas escritas y dirigidas por Ned Benson.
En el reparto de las películas se incluyen a los actores Jessica Chastain, James McAvoy, Viola Davis y William Hurt, y la película marca el debut como director de Ned Benson.
The Disappearance of Eleanor Rigby está dividida en tres películas: Él, Ella y Ellos.
Él y Ella se presentaron en el Festival Internacional de Cine de Toronto de 2013 como un "trabajo en progreso". Ellos se estrenó en la sección Un Certain Regard del Festival de Cine de Cannes de 2014. Ellos se estrenó en Estados Unidos el 12 de septiembre de 2014, mientras que Él y Ella se estrenaron el 10 de octubre de 2014 en selectos cines de arte y ensayo.

## Sinopsis
Se trata de un tríptico de tres películas que siguen el mismo período de tiempo, pero son contadas desde diferentes perspectivas; por un lado, está la de Connor Ludlow (James McAvoy) y la de Eleanor Rigby (Jessica Chastain), una joven pareja casada que vive en Nueva York. Él mira la relación desde el ángulo de Connor, mientras que Ella sigue a Eleanor, y Ellos traspone la perspectiva de la pareja. Connor pasa sus días trabajando en su restaurante mientras su esposa Eleanor vuelve a la universidad para continuar sus estudios. Durante el curso de su vida cotidiana, la pareja se encuentra con un evento que cambia sus vidas y amenaza la estabilidad de su matrimonio.

## Reparto
- Jessica Chastain como Eleanor Rigby.
- James McAvoy como Connor Ludlow.
- Viola Davis como la profesora Lillian Friedman.
- William Hurt como Julian Rigby.
- Isabelle Huppert como Mary Rigby.
- Jess Weixler como Katy Rigby
- Bill Hader como Stuart.
- Ciarán Hinds como Spencer Ludlow.
- Katherine Waterston como Charlie.
- Nina Arianda como Alexis.

## Desarrollo
En febrero de 2012, Variety anunció que Jessica Chastain y Joel Edgerton habían firmado para protagonizar La desaparición de Eleanor Rigby, con el guionista Ned Benson contratado para dirigir las dos películas. Edgerton fue reemplazado más tarde por el actor escocés James McAvoy en mayo de 2012.  William Hurt también fue nombrado para ser protagonista en las dos películas, pero en un papel no especificado. La filmación comenzó en el verano de 2012 en Nueva York, con la filmación durando 40 días y terminando a finales de agosto del mismo año. De la película, el ejecutivo de Myriad Kirk D'Amico afirmó que los personajes eran «complejos, y (la película) única por tener dos guiones distintos para contar la historia».

## Estreno
El 27 de junio de 2014, The Weinstein Company lanzó el primer tráiler de la película, la cual fue estrenada en Estados Unidos el 12 de septiembre de 2014.